# Doc Savage
Doc Savage este un personaj fictiv dintr-o serie de romane de aventuri americane care a apărut pentru prima dată în 1933 în povestirea „Omul de bronz”. A apărut în numeroase lucrări din reviste pulp americane de-a lungul perioadei anii 1930 - anii 1940. Numele său real este Clark Savage, Jr., acesta este portretizat ca un medic, om de știință, aventurier, detectiv și polimat care îi pedepsește pe cei răi. A fost creat de editorul Henry W. Ralston și redactorul John L. Nanovic de la editura Street & Smith, cu materiale suplimentare la care a contribuit scriitorul principal al seriei, Lester Dent. Ilustrațiile au fost create de Walter Baumhofer, Paul Orban, Emery Clarke, Modest Stein și Robert G. Harris.
Acest personaj de aventură eroică va continua să apară în alte produse mass-media, inclusiv emisiuni radio, filme și cărți de benzi desenate. Aventurile sale tipărite pentru publicul modern într-o serie de cărți broșate s-au vândut în peste 20 de milioane de exemplare numai până în anul 1979. În secolul al XXI-lea, Doc Savage a rămas o icoană nostalgică în SUA, la care se face referire în romane și în cultura populară. Redactorul Marvel Comics, Stan Lee, îl consideră pe Doc Savage ca fiind precursorul supereroilor moderni.

## Lucrări scrise cu Doc Savage (selecție)
1933
- 1 The Man of Bronze, martie 1933. Coperta de Walter M. Baumhofer.[3]

În prima sa aventură, aflând că tatăl său a fost ucis, Doc și echipajul său călătoresc în America Centrală și Hidalgo pentru a ajunge în „Valea dispăruților” unde se luptă împotriva Șarpelui cu pene! După acest roman s-a realizat filmul Doc Savage: The Man of Bronze din 1975 cu Ron Ely.
- 2 The Land of Terror, aprilie 1933

„Fumul eternității” revendică victime, deoarece Kar, maestrul diavol, merge pe calea sa cea rea. Doc și prietenii săi urmează o pistă încărcată de cadavre către un crater preistoric și o luptă mortală cu dinozauri!
- 3 Quest of the Spider mai 1933

Când Păianjenul Cenușiu subminează industria lemnului din America, echipajul lui Doc pătrunde în mlaștinile din Louisiana pentru a lupta împotriva practicanților voodoo la Castelul Mocasinului!
- 4 The Polar Treasure, iunie 1933

O hartă tatuată pe spatele unui violonist orb conduce submarinul lui Doc, Helldiver, spre nordul înghețat și o comoară fabuloasă. Dar echipajul lui Doc este de două ori trădat și blocat printre banchizele de gheață la un pas de moarte. Helldiver a fost inspirat de submarinul arctic real Nautilus.
- 5 Pirate of the Pacific, iulie 1933

Tom Too, regele pirat modern, are planuri mai mari: să cucerească întreaga Uniune Luzon (adică Filipine). Doc și echipajul său supraviețuiesc încercărilor de crimă ale zeci de indivizi din New York și la bordul unei nave de linie înainte de confruntarea finală într-un golf plin de rechini tropici.
- 6  The Red Skull, aug. 1933
- 7 The Lost Oasis, sept. 1933
- 8 The Sargasso Ogre, oct. 1933
- 9 The Czar of Fear, nov. 1933
- 10 The Phantom City, dec. 1933

1934
- 11 Brand of the Werewolf, ian. 1934
- The Thousand-Headed Man, 1934
- Meteor Menance, 1934
- Fear Cay, 1934
- The Death in Silver, 1934
- The Annihilst, 1934
- The Squeaking Goblin, 1934
- The Sea Magician, 1934

1935
- The Fantasic Island, 1935 de W. Ryerson Johnson
- The Spook Legion, 1935
- The Secret in the Sky, 1935
- Red Snow, 1935
- Murder Melody, 1935 de Lawrence Donovan

1936
- Mystery Under the Sea, 1936
- Resurrection Day, 1936

1937
- The Terror in the Navy, 1937
- Mad Eyes, 1937 de Lawrence Donovan
- Dust of Death, 1937 de Harold A. Davis
- The Golden Peril, 1937

1938
- Fortress of Solitude, 1938
- The Motion Menace, 1938 de W. Ryerson Johnson

1939
- Hex, 1939 de William G. Bogart
- The Flaming Falcons, 1939
- The Dagger in the Sky, 1939
- The Yellow Cloud, 1939 de Evelyn Coulson

1940
1941
- The Devil's Playground, 1941 de Alan Hathway
- The Green Eagle, 1941
- The Monsters, 1941

- The South Pole Terror, 1936
- The Land of Fear, 1937 de Harold A. Davis
- The Vanisher, 1936
- The Mystic Mullah, 1935 de Richard Sale
- Quest of Qui, 1935
- The Feathered Octopus, 1937
- Land of Always-Night, 1935 de W. Ryerson Johnson
- Land of the Long Juju, 1937 de Lawrence Donovan
- Repel, 1937
- The Mental Wizard, 1937
- The Man Who Smiled No More, 1936 de Lawrence Donovan
- World's Fair Goblin, 1939 de William G. Bogart
- Haunted Ocean, 1936 de Lawrence Donovan
- The Freckled Shark, 1939
- Devil on the Moon, 1938
- The Mystery on the Snow, 1934
- Mad Mesa, 1939
- Murder Mirage, 1936 de Lawrence Donovan
- The Black Spot, 1936 de Lawrence Donovan
- The Green Death, 1938 de Harold A. Davis
- The Sea Angel, 1937
- The Giggling Ghosts, 1938
- The Red Terrors, 1938 de Harold A. Davis
- The Midas Man, 1936
- The King Maker, 1934 de Harold A. Davis
- The Boss of Terror, 1940
- The Spotted Men, 1940 de William G. Bogart
- The Angry Ghost, 1940 de William G. Bogart
- The Mountain Monster, 1938 de Harold A. Davis
- The Stone Man), 1939
- The Gold Ogre, 1939
- The Living Fire Menance, 1938 de Harold A. Davis
- The Roar Devil, 1935
- Ost, 1937
- The Flying Goblin, 1940 de William G. Bogart
- The Evil Gnome, 1940
- Cold Death, 1936 de Lawrence Donovan
- The Submarine Mystery, 1938
- The Pirate’s Ghost, 1938
- Spook Hole, 1935
- The Other World, 1940
- The Crimson Serpent, 1939 de Harold A. Davis
- The Devil Genghis, 1938
- The Majii, 1935 W. Ryerson Johnson
- The Awful Egg, 1940
- The Metal Master, 1936
- The Seven Agate Devils, 1936 de Martin E. Baker
- The Derrick Devil, 1937
- The Purple Dragon, 1940 de Harold A. Davis
- Tunnel Terror, 1940 de William G. Bogart
- Merchants of Disaster, 1939 de Harold A. Davis

## Vezi și
- Kenneth Robeson